# Escalada en los Juegos Europeos
La escalada en los Juegos Europeos se realizó por primera vez en los Juegos Europeos de Cracovia 2023. El evento es organizado por los Comités Olímpicos Europeos, junto con la Federación Internacional de Escalada Deportiva (ISCF).

## Ediciones
| Núm. | Año  | Sede                 | Instalación                  |
| ---- | ---- | -------------------- | ---------------------------- |
| —    | 2015 | Bakú ( Azerbaiyán)   | No realizado                 |
| —    | 2019 | Minsk ( Bielorrusia) | No realizado                 |
| I    | 2023 | Tarnów ( Polonia)    | Centro de Escalada de Tarnów |

## Medallero
- Actualizado a Cracovia 2023.

| Núm. | País            | Oro | Plata | Bronce | Total |
| ---- | --------------- | --- | ----- | ------ | ----- |
| 1    | Francia         | 4   | 2     | 0      | 6     |
| 2    | Polonia         | 1   | 1     | 1      | 3     |
| 3    | Austria         | 1   | 0     | 1      | 2     |
| 4    | Italia          | 0   | 2     | 1      | 3     |
| 5    | Letonia         | 0   | 1     | 0      | 1     |
| 6    | Eslovenia       | 0   | 0     | 1      | 1     |
| 6    | República Checa | 0   | 0     | 1      | 1     |
| 6    | Suiza           | 0   | 0     | 1      | 1     |
|      | TOTAL           | 6   | 6     | 6      | 18    |